# Jerry Lynn Ross
Jerry Lynn Ross (Crown Point, 20 gennaio 1948) è un ex astronauta statunitense.
È un veterano dello spazio con ben 7 missioni Space Shuttle portate a termine (STS-61-B, STS-27, STS-37, STS-55, STS-74, STS-88 e STS-110) tra il 1985 e il 2002.